# Gili Meno
Gili Meno ist die mittlere der drei Inseln der Gili-Inselkette in unmittelbarer Nähe von Lombok in Indonesien. Die Insel wird von etwa 400 Einwohnern bewohnt, die vom Tourismus, dem Kokosnussanbau und dem Fischfang leben.
Das Fischvorkommen ist enorm, wodurch sich viele der Einwohner ihren Lebensunterhalt verdienen. Die Unterwasserwelt ist beeindruckend, seltene Fischarten, ein farbenfrohes Korallenriff und Meeresschildkröten sind hier zu bewundern.
Die touristischen Einrichtungen wie Unterkünfte, Restaurants sind hier bescheiden und teilweise schwer zu finden. Die Flora und Fauna auf der Insel sind teilweise noch unberührt. 
Ein Besuch auf Meno ist nur per Boot möglich.